# The Understudy (film 1912)
The Understudy è un cortometraggio muto del 1912 diretto da Archer MacMackin.

## Produzione
Il film fu prodotto dalla Essanay Film Manufacturing Company.

## Distribuzione
Distribuito dalla General Film Company, il film - un cortometraggio di una bobina - uscì nelle sale cinematografiche statunitensi il 23 luglio 1912.